# Isocitrate déshydrogénase
Pour les articles homonymes, voir IDH.
L´isocitrate déshydrogénase (IDH) est une oxydoréductase qui catalyse la réaction :
isocitrate + NADP+ / NAD+  {\displaystyle \rightleftharpoons }  α-cétoglutarate + CO2 + NADPH / NADH + H+.
Cette réaction globale se déroule en deux étapes :
- isocitrate + NADP+ / NAD+  {\displaystyle \rightleftharpoons }  oxalosuccinate + NADPH / NADH + H+ ;
- oxalosuccinate  {\displaystyle \rightleftharpoons }  α-cétoglutarate + CO2.

Chez l'homme, cette enzyme existe en trois isoformes appelées IDH1, IDH2 et IDH3. L'isoenzyme IDH3 est présente dans les mitochondries où elle intervient aux 4e et 5e étapes du cycle de Krebs pour catalyser la décarboxylation de l'isocitrate en α-cétoglutarate en réduisant le NAD+ en NADH ; les deux autres sont présentes dans le cytosol, les peroxysomes et les mitochondries, où elles catalysent la même réaction qu'IDH3, éventuellement indépendamment du cycle de Krebs, et réduisent le NADP+ en NADPH au lieu d'utiliser le NAD+ comme coenzyme
Ces trois isoformes humaines de l'isocitrate déshydrogénase ont les caractéristiques suivantes :
- IDH1 est fortement exprimée dans le foie et se présente comme un homodimère. Cette enzyme intervient dans le cycle de Krebs mais aussi dans la défense contre le stress oxydant dû aux dérivés réactifs de l'oxygène. Elle est NADP+-dépendante[3].

- IDH2 est fortement exprimée dans le cœur, les muscles et les lymphocytes activés, et se présente comme un homodimère. Elle est également NADP+-dépendante[3].

- IDH3 est une enzyme mitochondriale qui se présente comme un hétérotétramère α2βγ. Contrairement aux deux précédentes, elle est NAD+-dépendante[3].

## Cible thérapeutique
Des mutations des IDH ont été détectés dans les cancers, conduisant à des dysfonctions du métabolisme cellulaire pouvant participer à la croissance des cellules tumorales. 
Des inhibiteurs des IDH ont donc été développés :
- énasidénib : inhibiteur de l'IDH 2
- ivosidénib : inhibiteur de l'IDH 1
- vorasidénib : inhibiteur IDH1 et 2